# الطريقة (فلم)
الطريقة (بالإسبانية: El método) هو فيلم إثارة عرض عام 2005 من إخراج مارسيلو بينيرو استناداً إلى مسرحية El mètode Grönholm للمخرج جوردي جاليسران.
من بطولة إدواردو نورييجا وNajwa Nimri وEduard Fernández و Pablo Echarri و Ernesto Alterio وNatalia Verbeke وAdriana Ozores وCarmelo Gómez، باعتبارهم الممثلون الثمانية الوحيدون في الفيلم.

## الخلاصة

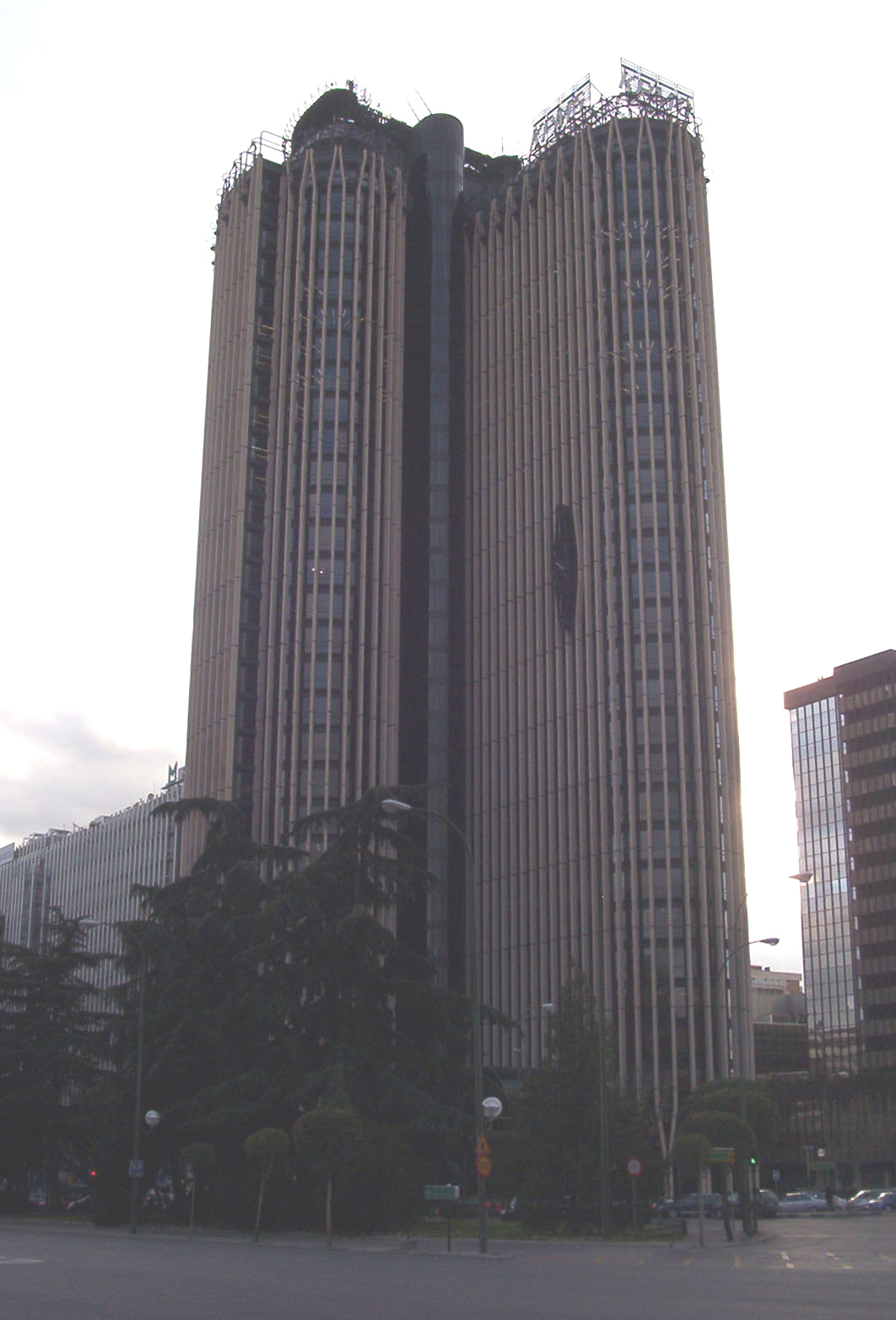
تقوم Torre Europa بدور موقع مكاتب Dekia.

بعد مقدمة تظهر منطقة AZCA في مدريد خلال اجتماع لصندوق النقد الدولي والبنك الدولي مع الاحتجاجات المصاحبة المناهضة للعولمة، يحدث الفيلم بأكمله داخل مبنى شركة (المشاهد خارجية تم تصويرها بواسطة Torre Europa)، معظم الوقت في غرفة مؤتمرات مغلقة.
تحكي القصة عن سبعة أشخاص تم اختيارهم من بين العديد من المتقدمين لجولة نهائية واحدة لتحديد من سيحصل على منصب تنفيذي يحسد عليه لشركة غامضة، تدعى Dekia. يتم تعريض المتقدمين السبعة إلى سلسلة من الاختبارات النفسية - المعروفة باسم «طريقة Grönholm» - التي تقوم باستبعاد المتقدمين واحدًا تلو الآخر. تم التحذير في البداية من أن أحد الأشخاص السبعة هو موظف في الشركة يتظاهر بأنه مقدم طلب لتقييم الآخرين. مع توالي رفض المتقدمين، يصبح السباق على المنصب أكثر توتراً وشراً. تكشف الاختبارات ضعف كل شخصية ومواقفها تجاه عمل الشركة. في النهاية سيتم الكشف عن «الجاسوس» وسيحصل واحد منهم فقط على المنصب المطلوب.

## طاقم العمل
- إدواردو نورييجا بدور كارلوس، مدير تنفيذي شاب مستعد جيدًا.
- نجوى نمري بدور نيفيس، مديرة تنفيذية شابة مستعدة جيدًا.
- إدوارد فرنانديز بدور فرناندو، مصارع أسباني كبير السن.
- بابلو ايتشاري بدور ريكاردو، نقابي أرجنتيني سابق.
- إرنستو ألتيريو بدور إنريكي، مهتم بطرق اختيار الموظفين.
- ناتاليا فيربيك بدور مونتس، سكرتيرة الشركة.
- أدريانا أوزوريس بدور آنا، مديرة تنفيذية مخضرمة.
- كارميلو غوميز بدور جوليو، الذي فضل أخلاقه على ولائه للشركة.

## الجوائز
تم ترشيح الفيلم لخمس جوائز غويا (أفضل ممثل رئيسي (فرنانديز)، أفضل ممثل جديد (إيكاري)، أفضل مونتاج (أليدو)، أفضل سيناريو (جيل وبينيرو) وأفضل ممثل مساعد (غوميز)، فاز في الفئتين الأخيرتين. كما فاز في مهرجان فلاندرز السينمائي الدولي وتم ترشيحه لأفضل فيلم في مهرجان مار ديل بلاتا السينمائي.

## الحواشي
وقد لوحظت أوجه تشابه بين هذا الفيلم وامتحان فيلم 2009.

## روابط خارجية
- مقالات تستعمل روابط فنية بلا صلة مع ويكي بيانات
- The Method  في قاعدة بيانات الأفلام على الإنترنت (بالإنجليزية)
- أدريانا أوزوريس